# Čchen Ťi-žu

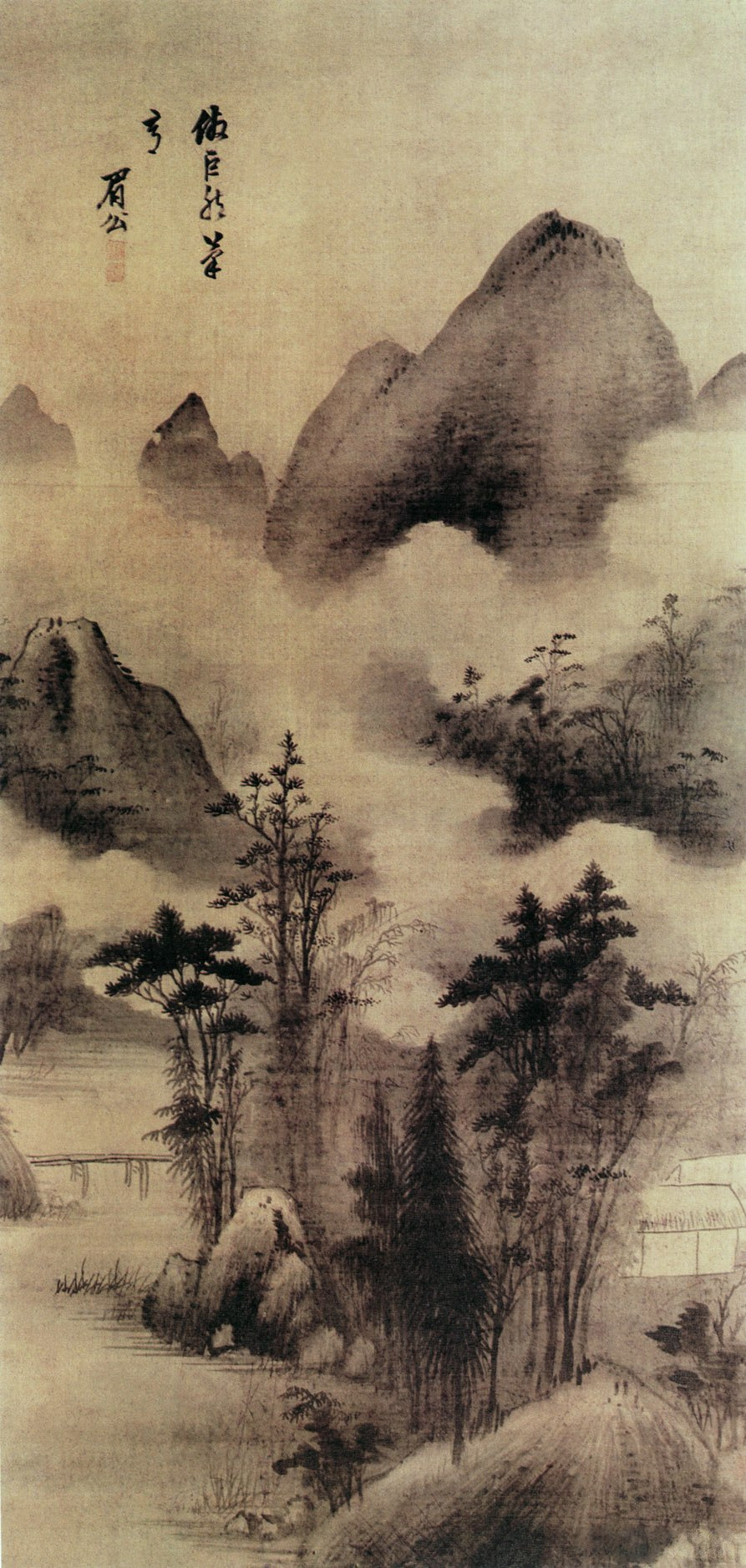
Čchen Ťi-žu Hory Jün-šan, Liaoning Provincial Museum

Čchen Ťi-žu (čínsky pchin-jinem Chén Jìrú, znaky zjednodušené 陈继儒, tradiční 陳繼儒, 1558–1639), byl spisovatel, nakladatel, kaligraf a malíř pozdně mingského období.

## Jména
Čchen Ťi-žu používal zdvořilostní jméno Čung-čchun (čínsky pchin-jinem Zhòngchún, znaky 仲醇) a pseudonymy Mi-kung (čínsky pchin-jinem Mígōng, znaky 麋公) a Mej-kung (čínsky pchin-jinem Méigōng, znaky 眉公).

## Život a dílo

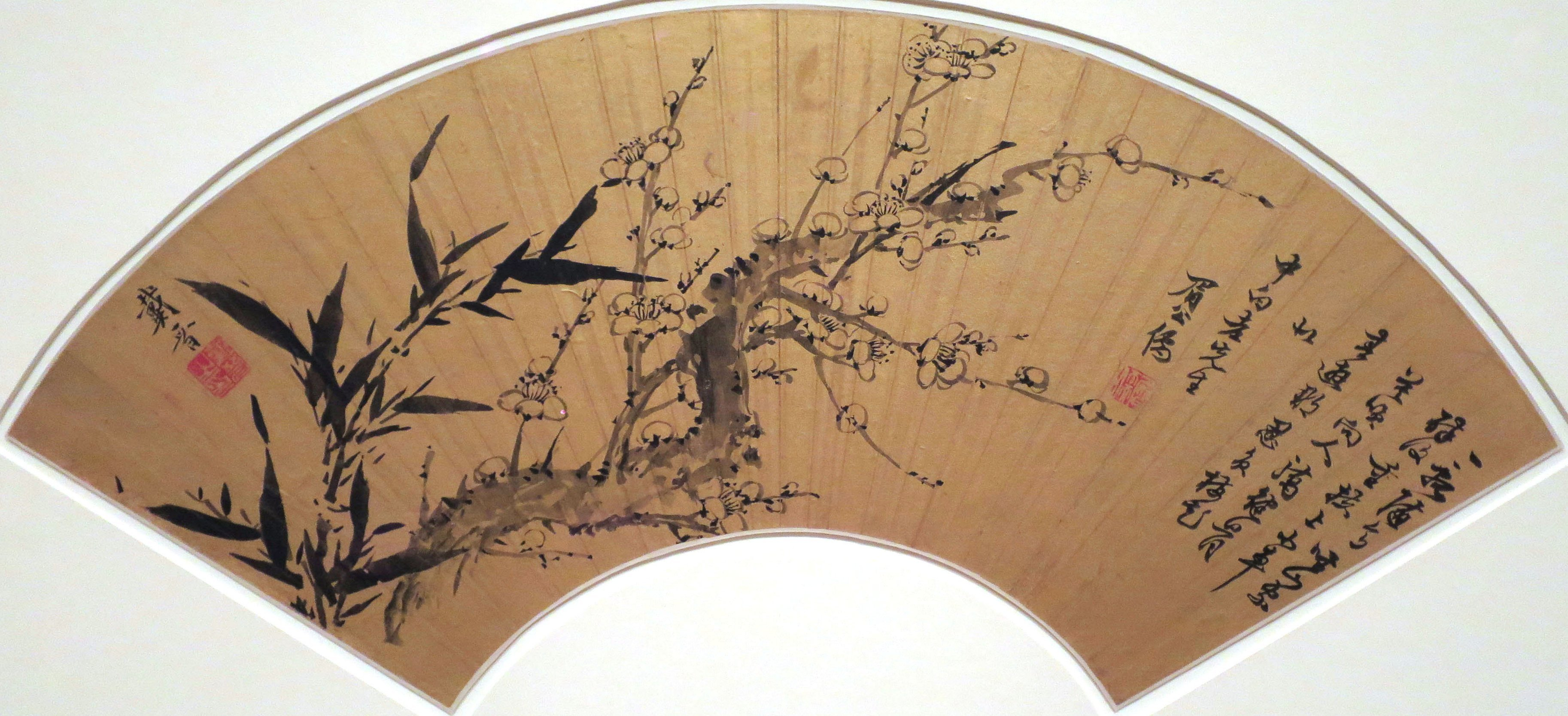
Čchen Ťi-žu Švestkové květy a bambus, Honolulu Museum of Art

Čchen Ťi-žu se narodil roku 1558, pocházel z Chua-tchingu v prefektuře Sung-ťiang (dnes je Chua-tching městys v městském obvodu Ťia-ting v Šanghaji). Studoval konfucianismus, ale u úřednických zkoušek opakovaně propadl. Poté se zaměřil na literaturu a umění.
Sbíral a ve svém nakladatelství vydával knihy, včetně rozsáhlých souborů, např. do sbírky Pao-jen-tchang mi-ťi (寶顏堂秘笈), díky které se zachovala řada vzácných textů, zahrnul 229 knih různých autorů. Důležitá je i jeho sbírka mingské poezie Kuo-čchao ming-kung š’-süan (國朝名公詩選). Sám psal zejména komerční příležitostná díla, např. předmluvy, nebo epitafy, ale je také autorem historie mingského malířství a kaligrafie. Jeho sebrané spisy vyšly pod názvy Mej-kung mi-ťi (眉公秘笈) a Čchen Mej-kung čchüan-ťi (陳眉公全集).
V kaligrafii se soustředil na konceptní písmo, nejlépe odpovídající jeho nespoutané povaze a umělecké filozofii, za vzor si vybral styl severosungských Su Š’a a Mi Fua.
Jako malíř se zaměřil na krajiny a zátiší. Přátelil se se svými rodáky Tung Čchi-čchangem a Mo Š’-lungem, se kterými je spojován do chuatchingské (resp. sungťiangské) malířské školy.